# (3570) Wuyeesun
(3570) Wuyeesun (1979 XO) – planetoida z grupy pasa głównego asteroid okrążająca Słońce w ciągu 5,25 lat w średniej odległości 3,02 j.a. Odkryta 14 grudnia 1979 roku.